# Tylodinidae
Tylodinidae är en familj av snäckor. Enligt Catalogue of Life ingår Tylodinidae i ordningen Notaspidea, klassen snäckor, fylumet blötdjur och riket djur, men enligt Dyntaxa är tillhörigheten istället ordningen Notaspida, klassen snäckor, fylumet blötdjur och riket djur. Enligt Catalogue of Life omfattar familjen Tylodinidae 5 arter.
Kladogram enligt Catalogue of Life och Dyntaxa:
| Tylodinidae | \| \| Anidolyta \| \| \| \| \| \| Tylodina \| \| \| \| \| \| Tylodinella \| \| \| \| |
|             | \| \| Anidolyta \| \| \| \| \| \| Tylodina \| \| \| \| \| \| Tylodinella \| \| \| \| |
|             | Pleurobranchidae                                                                     |
|             |                                                                                      |
|             | Umbraculidae                                                                         |
|             |                                                                                      |
|             | Anidolyta                                                                            |
|             |                                                                                      |
|             | Tylodina                                                                             |
|             |                                                                                      |
|             | Tylodinella                                                                          |
|             |                                                                                      |

|  | Anidolyta   |
|  |             |
|  | Tylodina    |
|  |             |
|  | Tylodinella |
|  |             |